# ハンキー・パンキー (トミー・ジェイムス&ザ・ションデルズの曲)
「ハンキー・パンキー」（Hanky Panky）は、ジェフ・バリーとエリー・グレニッチが作詞作曲した楽曲。トミー・ジェイムス&ザ・ションデルズのバージョン（全米1位）で知られる。

## 概要
ジェフ・バリーとエリー・グレニッチが、彼ら自身もメンバーとして加わっていたグループ、ザ・レインドロップスのレコーディングを行っていたときだった。シングル「That Boy John」のB面がないことに二人は気付き、20分ばかりで急いで曲を書き上げた。バリーもグレニッチもどうしようもないくらいにひどい曲と思ったが、予定通りレインドロップスの3枚目のシングルとして1963年10月に世に出た。これが「ハンキー・パンキー」のオリジナル・バージョンである。
1964年、トミー・ジェイムスはインディアナ州サウスベンドのクラブで本作品が演奏されているのを聴き、ミシガン州ナイルズのラジオ局「WNIL」でザ・ションデルズのメンバーと共に録音。地元のレーベル、スナップからシングルA面として発売した。ミシガン、インディアナ、イリノイの3州ではそこそこ売れたが、全国的な販売網をもたなかったためシングルはすぐに消えた。グループは解散し、まだ17歳だったジェイムスは高校卒業のために学業に戻った。
1965年、ダンス・プロモーターのボブ・マックはピッツバーグの自分が所有するダンス・クラブで、中古レコードの山の中から見つけた「ハンキー・パンキー」をかけた。その後、ピッツバーグの海賊盤業者が「ハンキー・パンキー」のコピーを売り始めると人気に火が付き、1966年の初めにはピッツバーグのラジオ局で1位に達した。
ジェイムスは新しいメンバーを集めてザ・ションデルズを再結成し、ニューヨークのレーベル会社、ルーレット・レコードと契約。2年前のシングルをパッケージだけ変えて、1966年5月に発表した。「驚くべきことに再レコーディングはしなかった。もっとももししていたら、いじくり回しすぎて台無しにしてただろうと思う。あの曲はあのとおりアマチュアっぽい音のままでなくちゃならなかったね」とジェイムスは述べている。
同年7月16日から7月23日にかけてビルボード・Hot 100で2週連続1位を記録した。またカナダでもチャートの1位を記録した。

## その他
1997年開始の日本のバラエティ番組『踊る!さんま御殿!!』のオープニングテーマとして長年使用されている。